# دراگوش (بلغارستان)
دراگوش (به بلغاری: Dragush) یک منطقهٔ مسکونی در بلغارستان است که در شهرستان پتریچ واقع شده‌است.